# A bátrak háborúja
A bátrak háborúja (eredeti cím: USS Indianapolis: Men of Courage) 2016-ban bemutatott amerikai háborús-katasztrófafilm, melyet Cam Cannon és Richard Rionda Del Castro forgatókönyvéből Mario Van Peebles rendezett, nagyrészt az azonos nevű hajó elvesztésének igaz története alapján a második világháború záró szakaszában. A főbb szerepekben Nicolas Cage, Tom Sizemore, Thomas Jane, Matt Lanter, Brian Presley és Cody Walker látható.
2016. augusztus 24-én mutatták be a Fülöp-szigeteken. Az Egyesült Államokban 2016. október 14-én jelent meg digitális formában az iTunes és az Amazon kínálatában, a Veteránok napjának hétvégéjén pedig korlátozott számú moziban.

## Cselekmény
1945 júliusában a USS Indianapolis amerikai cirkáló Charles McVay százados parancsnoksága alatt titkos küldetés keretében Tinianra szállítja a Little Boy atombomba részeit, amely röviddel később elpusztítja Hirosimát. A hajón újra találkozik két gyerekkori barát, az Indianapolis búvára, Bama Smithwick és a legénység tagja, Mike D'Antonio. Tudtukon kívül mindketten ugyanabba a nőbe szerelmesek. D'Antonio eljegyzési gyűrűt vásárol, mielőtt Tinianra utazik. A legénység két tagjával való verekedés során D'Antonio elveszíti a gyűrűt, amelyet Alvin, a legénység egyik tagja ellop.
Visszafelé menet a hajót 1945. július 30-án a Fülöp-szigeteki tengeren megtámadta és elsüllyesztette az I-58 japán tengeralattjáró. Szigorúan titkos küldetése miatt a hadihajó kíséret nélkül utazott, ezért a pontos helyzete ismeretlen.
A legénység 300 tagja elsüllyed a hajóval együtt, míg a többiek öt napig tehetetlenül sodródtak a tengeren – élelem és víz nélkül, cápákkal teli vizeken.
Az ezt követő napokban a legénység túlélő tagjainak többségét megeszik a cápák, megfulladnak vagy meghalnak a tengervíz fogyasztásából származó sósvízmérgezésben. Smithwick és D'Antonio a legénység többi tagjához hasonlóan tehetetlenül sodródik a vízben, remélve, hogy megmentik őket. D'Antonio egy cápatámadás következtében súlyos lábsérüléseket szenved, és belehal súlyos sérüléseibe. Smithwick megkapja Alvintól az eljegyzési gyűrűt, amelyet D'Antoniótól lopott el.
A hajó elsüllyedését követő 5. napon a legénység túlélő tagjait kimentik. Saját súlyos hanyagságukért bűnbakot keresve a hadbíróság elítéli McVay századost a legénység veszélyeztetése miatt. McVay 1968 novemberében öngyilkosságot követ el, miután a dühös és gyászoló családok, valamint a média elárasztotta telefonhívásokkal és levelekkel.
2000-ben Bill Clinton amerikai elnök posztumusz kegyelmet adott McVaynek.

## Szereplők
| Szerep                       | Színész       | Magyar hang      |
| ---------------------------- | ------------- | ---------------- |
| Charles B. McVay százados    | Nicolas Cage  | Csankó Zoltán    |
| McWhorter altiszt            | Tom Sizemore  | Berzsenyi Zoltán |
| Adrian Marks hadnagy         | Thomas Jane   | Bozsó Péter      |
| Brian Smithwick altiszt      | Matt Lanter   | Szabó Máté       |
| William S. Parnell admirális | James Remar   | Imre István      |
| West harmadosztályú altiszt  | Cody Walker   | Joó Gábor        |
| Waxman                       | Brian Presley |                  |
| Connor                       | Johnny Wactor |                  |
| Bazemore bíró                | Gary Grubbs   | Karsai István    |

## Fordítás
- Ez a szócikk részben vagy egészben  az   USS Indianapolis: Men of Courage című angol Wikipédia-szócikk fordításán alapul.  Az eredeti cikk szerkesztőit annak laptörténete sorolja fel. Ez a jelzés csupán a megfogalmazás eredetét és a szerzői jogokat jelzi, nem szolgál a cikkben szereplő információk forrásmegjelöléseként.